# 에페이로스 (신화)
에페이로스(Epirus)는 그리스 신화에 나오는 에키온의 딸이다. 테베의 건설자인 카드모스 왕의 딸 아가베가 에키온과 결합하여 낳은 딸이다. 그들 부부에게는 에페이로스 외에 펜테우스라는 아들이 있었는데 훗날 카드모스의 뒤를 이어 테베의 2대 왕이 되었다고 한다. 테베의 왕이 된 펜테우스는 디오니소스 신 숭배를 금지하였다. 그럼에도 온갖 야성적이고 광신적인 의례를 동반한 디오니소스 숭배는 테베 전역으로 매우 빠르게 퍼져나갔다. 어느 날 펜테우스 왕은 호기심을 이기지 못하고 몰래 디오니소스 신의 여사제들인 마이나데스가 벌이는 광란의 제의를 엿보았다. 무아지경에 사로잡힌 여사제들은 타르소스라 불리는 디오니소스의 지팡이를 들고 이리저리 날뛰다 이내 펜테우스 왕을 발견하였다. 그녀들을 그를 끌어내 사지를 갈기갈기 찢어버렸다.